# Sustituto ecológico
Se conoce como sustituto ecológico, reemplazo ecológico, sustitución subespecífica, sustitución de taxones o especie análoga a una herramienta de gestión biológica del tipo de introducción conservacionista, en la cual se busca restablecer el funcionamiento de un ecosistema que ha perdido una especie clave, introduciendo en el mismo un taxón análogo al que ha perdido, cuando la posibilidad de reincorporar a este último no sea materialmente factible. 

## Generalidades
El incorporar un sustituto o reemplazo ecológico es una de las varias opciones que pueden ser utilizadas por los ecólogos en estrategias de resilvestración. Para seleccionar el sustituto ecológico más adecuado se debe priorizar en escoger entre alguna de las subespecies de la misma especie perdida; si no se dispone de alguna de estas, la siguiente opción buscará incorporar una especie del mismo género; de no haberla, se intentará por alguna de la misma familia, pero siempre atendiendo a que, por su tamaño, apariencia, comportamiento, y similitud ambiental y de espectro trófico, sea equivalente y, por tanto, un buen reemplazante para el taxón extirpado. De esta manera, las perturbaciones generadas por la pérdida de una especie son morigeradas por las funciones ecológicas que pasa a retomar su taxón sustituto al pasar a cubrir el nicho ecológico que dejó vacante el taxón nativo extinto. En el caso de un predador, su rol a desempeñar será el de mantener acotadas las poblaciones de los herbívoros locales, los que al abundar pueden trastocar toda la estructura del ecosistema al impactar agresivamente sobre la vegetación. En el caso de pastadores, deben disminuir el volumen de gramíneas, para favorecer a las leñosas y, en paralelo, bajar el riesgo y la virulencia de posibles incendios, al tener estos menos combustibles pirogénicos disponibles.
Un cometido fundamental de muchas especies animales en los ecosistemas forestales de clima cálido es el de diseminar los vegetales que esparcen sus simientes por intermedio de frutos que, al ser consumidos, pasan por el tracto digestivo con buena viabilidad (zoocoria). Ante la pérdida de dichos elementos faunísticos que cumplen esta vital función, se ven comprometidas las supervivencias de las especies vegetales que de la misma dependían. De allí que un reemplazo ecológico suple y restablece esta irremplazable tarea y ayuda a conservar la estructura de los bosques y selvas. Una atribución similar a la anterior ocurre con las especies polinizadoras, entre las que destacan muchas especies de colibríes, murciélagos, lepidópteros diurnos y nocturnos, escarabajos, etc. Para las especies que construyeron una íntima relación de coevolución con determinados polinizadores, la pérdida de los mismos representa una amenaza directa a su propia existencia. En estos casos, la incorporación de un cuidadosamente seleccionado sustituto ecológico, permite suplir la misión de la especie perdida. En algunos casos, la especie sustituta es la responsable de la declinación o extinción de la especie nativa.

## Controversias
Esta técnica tiene sus entusiastas pero también sus detractores. Entre las críticas se apunta a que al emplearla, se desvaloriza la biodiversidad, al relativizar los problemas causados por la pérdida de especies; también, que se peca en subestimar el rol que desempeña cada taxón dentro de un ecosistema, casi que pudiéndose cambiar una especie por otra sin mayores inconvenientes o sin pensar en el riesgo que implica que se sucedan interacciones inesperadas, la propagación de plagas y nuevos parásitos. Las críticas más furibundas hacen hincapié en algunas propuestas más osadas, como las postuladas para Brasil o Norteamérica, en las cuales se buscan reemplazos para especies perdidas no en tiempos históricos sino durante el Pleistoceno, incorporando megamamíferos, especialmente africanos y asiáticos.